# Pohištvo
Pohištvo predstavljajo predmeti, ki so običajno leseni in jih uporabljano za opremo stanovanja; na njih sedimo ali ležimo, ali v njih ali na njih kaj hranimo. Kosi pohištva so:
- stol (pohištvo)
- miza
- postelja
- omare

Imamo tudi stavbno pohištvo:
- okna
- vrata (arhitektura)